# Morlanne
Morlanne település Franciaországban, Pyrénées-Atlantiques megyében. Lakosainak száma 613 fő (2022. január 1.). Morlanne Pomps, Arget, Bouillon, Casteide-Candau, Garos, Hagetaubin és Piets-Plasence-Moustrou községekkel határos.

## Népesség
A település népességének változása:
| Lakosok száma | 588  | 581  | 608  | 591  | 602  | 613  | 614  | 612  | 613  |
|               | 2013 | 2015 | 2016 | 2017 | 2018 | 2019 | 2020 | 2021 | 2022 |